# Olophontosia trilineata
Olophontosia trilineata är en fjärilsart som beskrevs av Bethune-Baker 1908. Olophontosia trilineata ingår i släktet Olophontosia och familjen tandspinnare. Inga underarter finns listade i Catalogue of Life.